# Arnold Otieno Origi
Arnold Otieno Origi, né le 15 novembre 1983,  est un footballeur international kényan évoluant au poste de gardien de but. Il a été naturalisé norvégien en 2017. Issu d'une famille de footballeurs, il est le cousin germain de l'attaquant Divock Origi.

## Biographie
Il est le fils d'Austin Oduor Origi, footballeur qui a longtemps été le capitaine du Gor Mahia, le club phare du football kényan. Ses oncles Gerald et Anthony Origi ont joué eux pour Tusker FC et son oncle Mike Okoth Origi après avoir joué au Kenya, a évolué pendant une quinzaine d'années dans différents clubs de la Première division belge dont il acquit la nationalité en 2001, et dans la sélection nationale du Kenya. Son fils et cousin d'Arnold, Divock Origi est un international belge, actuellement attaquant au Milan AC.

### En club
Après avoir débuté au Mathare United puis être passé brièvement au Tusker FC (2006) où avait évolué avant lui deux de ses oncles, il part pour la Norvège, recruté par le Moss FK, évoluant alors en première division norvégienne. Il va effectué l'essentiel de sa carrière dans ce pays. Il joue ainsi 4 saisons, jusqu'en 2011 avec Moss avec lequel il jouera 75 matchs. Après un bref passage (2011) au Fredrikstad FK avec lequel il ne disputera quecdeux matchs, il joue une saison avec Ullensaker/Kisa IL puis part pour le Lillestrøm SK avec lequel il évoluera 4 saisons en première division norvégienne (le club terminant dans toutes ses saisons dans le milieu de tableau) jouant 65 matchs. Après un passage dans les deux clubs de Sandnes Ulf et Kongsvinger en 2018, il évolue depuis 2019 en Finlande, dans le club d'HIFK qui a rejoint l'élite finlandaise en 2015 (le club d'HIFK est un club omnisports surtout connu pour son équipe de hockey).

### En sélection nationale
Origi a joué 33 fois pour l'équipe nationale du Kenya (au 6 février 2018).
Le 23 aout 2017, il est annoncé qu'Origi a acquis la nationalité norvégienne, ce qui met une fin officielle à sa carrière internationale.

## Palmarès
- Coupe de Norvège : 2017